# 강신철
강신철(1978년 9월 2일 ~ )은 대한민국의 배우이다.

## 학력
- 상문고등학교
- 홍익대학교 상경학부 금융보험학과

## 출연작

### 영화
- 《범죄도시4》 (2024년) - 투자자 1 역
- 《리바운드》 (2023년) - 선생 2 역
- 《걸스 인 더 케이지》 (2022년)
- 《압꾸정》 (2022년) - 경제팀 형사 1 역
- 《내가 죽던 날》 (2020년) - 김영기 역
- 《클로젯》 (2020년) - 도현 역
- 《안나, 마리》 (2019년) - 클럽 사장 역
- 《백두산》 (2019년) - 한 중위 역
- 《삼촌》 (2019년) - 조강식 역
- 《어쩌다, 결혼》 (2019년) - 이재영 역
- 《PMC: 더 벙커》 (2018년) - 최이현 역
- 《신과함께: 인과 연》 (2018년) - 철거반장 역
- 《나와 봄날의 약속》 (2018년)
- 《삼촌》 (2017년) - 조강식 역
- 《1987》 (2017년) - 김정남 사촌동생 역
- 《침묵》 (2017년) - 막내검사 역
- 《프로젝트 패기》 (2017년) - 현철 역
- 《특별시민》 (2017년) - 엄상철 역
- 《어느날》 (2017년) - 나이롱 환자 1 역
- 《싱글라이더》 (2017년) - 본사 남 역
- 《소시민》 (2017년) - 강석 역
- 《대결》 (2016년) - 경찰 1 역
- 《터널》 (2016년) - 상황 대원 역
- 《남과 여》 (2016년) - 기홍 친구 역
- 《내부자들》 (2015년) - 회견장 기자 1 역
- 《사랑이 이긴다》 (2015년) - 담임 역
- 《치외법권》 (2015년) - 폐창고형사 1 역
- 《허삼관》 (2015년) - 사진사 / 마을사람 1 역
- 《국제시장》 (2014년) - 대한상사 직원 2 역
- 《거인》 (2014년) - 원장부역
- 《나의 사랑 나의 신부》 (2014년) - 경찰 역
- 《군도: 민란의 시대》 (2014년) - 군도 4 역
- 《여배우는 너무해》 (2014년) - 재수남 역
- 《롤러코스터》 (2013년) - 강신추 사무장 역
- 《소원》 (2013년) - 검사 역
- 《더 테러 라이브》 (2013년) - 보도국 오디오 엔지니어 역
- 《577프로젝트》 (2012년) - 본인 역
- 《러브픽션》 (2012년) - 희진 전남편 역
- 《범죄와의 전쟁: 나쁜놈들 전성시대》 (2012년) - 웨이터 1 역
- 《최종병기 활》 (2011년) - 호위병 2 역
- 《가비》 (2011년) - 조선사신단 A 역
- 《비스티 보이즈》 (2008년) - 선수 1 역
- 《나의 스캔들》 (2008년) - 인준 역
- 《시간》 (2006년) - 남자 4 역

### 드라마 & 시트콤
- 《킹덤》 (2019년, Netflix) - 조학주 내금위 역
- 《프리스트》 (2018년, OCN)
- 《러블리 호러블리》 (2018년, KBS2)
- 《라이프 온 마스》 (2018년, OCN) - 조형사 역
- 《몬스터》 (2016년, MBC)
- 《프로듀사》 (2015년, KBS2) - 명지훈 역
- 《제왕의 딸 수백향》 (2013년 - 2014년, MBC) - 흥안 역
- 《방과 후 복불복》 (2013년, 웹드라마) - 강신철 기자 역
- 《직장의 신》 (2013년, KBS2) - 원주환 역
- 《로맨스가 필요해 2012》 (2012년, tvN) - 주열매의 전 남자친구 역 (특별출연)
- 《새리의 하루》 (2006년, KNN)
- 《소울메이트》 (2006년, MBC)

### 연극
- 《낮병동의 매미들》 (2010년)

### 뮤직비디오
- 코요태 - 리턴 (2010년)
- J - 눈물로 (2007년)
- 버즈 - My Love (2006년)